# سیارک ۲۵۵۸۰
سیارک ۲۵۵۸۰ (به انگلیسی: 25580 Xuelai، نامگذاری:1999XU220)۲۵۵۸۰مین سیارک کشف شده‌است که در ۱۴ دسامبر ۱۹۹۹ کشف شد.